# Bラッパーズ ストリート
『Bラッパーズ ストリート』はPie in the sky制作による日本のテレビアニメ。2019年4月11日から2020年3月26日までテレビ東京系列『おはスタ』内のコーナー「きゃらスタ」にて毎週木曜に放送された。
ソニーグループが子供向けIPの育成を推進する「キッズの星」プロジェクトの第2弾として展開。コーヘーによる漫画は『月刊コロコロコミック』にて2019年4月号から2020年5月号まで連載された。

## 登場人物
ヨーヘイ
声 - 木村昴
本名はナラヨウヘイ。イモを食べて「オナラップ」をするのが得意。
ワンパック
声 - 濱野大輝
惑星サーグからやってきた宇宙人ラッパー。
DJ KEN（ディージェイ ケン）
声 - 本渡楓
ヨーヘイの愛犬。
デカミちゃん
声 - 本渡楓
学級委員長。歌は上手いが声が大きい。
ビッグ・ブー
声 - 中島卓也
ヨーヘイのマイメン。

## スタッフ
- 原作 - ソニー・インタラクティブエンタテインメント、ソニー・ミュージックエンタテインメント、ソニー・ミュージックコミュニケーションズ、小学館
- 監督・脚本 - 新海岳人、澤田裕太郎
- キャラクターデザイン - スズキハルカ
- 編集 - 澤田裕太郎、スズキハルカ、松下翔、ぽんきち
- 音楽 - さいとうりょうじ
- ラップ監修 - 上鈴木兄弟
- プロデューサー - 勝谷潤一、多田浩二、嵯峨隼人、伊藤弘康、長岡道広、尾崎雅樹、二階堂勇次、数野高輔
- アニメーション制作 - Pie in the sky
- 製作 - 「Bラッパーズストリート」製作委員会

## 主題歌
エンディングテーマ「Bラッパーズのテーマ」
作詞 - 上鈴木兄弟 / 作曲・編曲 - さいとうりょうじ / 歌 - Bラッパーズクルー［ヨーヘイ（木村昴）、ワンパック（濱野大輝）、デカミちゃん＆DJ KEN（本渡楓）、ビッグ・ブー（中島卓也）］
挿入歌「Watch me」（第2話）
作曲 - P.O.P

## 各話リスト
| 話数   | サブタイトル                         | 放送日         |
| ------ | ------------------------------------ | -------------- |
| 第1話  | ヨーヘイヘイ！オイラヨーヘイ！       | 2019年 4月11日 |
| 第2話  | ホップステップワンパック！           | 4月18日        |
| 第3話  | オイラのマイメン！ビッグ・ブー       | 4月25日        |
| 第4話  | デカすぎるぜ デカミちゃん！          | 5月2日         |
| 第5話  | 値切れ漲れ！おつかいラップ！         | 5月9日         |
| 第6話  | ディグってディグってスクラッチ！     | 5月16日        |
| 第7話  | 給食おかわり！譲れんこだわり！       | 5月23日        |
| 第8話  | 子どもは風の子！ナラ家の子！         | 5月30日        |
| 第9話  | 先生？パイセン？ユノンセーン？       | 6月6日         |
| 第10話 | ブレイクダンスで上行くアップ！       | 6月13日        |
| 第11話 | ホット！ある意味熱血教師です！       | 6月20日        |
| 第12話 | 乗り込め飛び込め！上西町！前編       | 6月27日        |
| 第13話 | 乗り込め飛び込め！上西町！後編       | 7月4日         |
| 第14話 | 一発！開発！ナラ一徹！               | 7月11日        |
| 第15話 | 歌姫デカミの歌声デカい               | 7月18日        |
| 第16話 | ショッキンin職員室                   | 7月25日        |
| 第17話 | 迫りくる影！韻踏み仮面               | 8月1日         |
| 第18話 | 超稼ぐ男！こども社長！               | 8月8日         |
| 第19話 | ヘルプなところにオナラップ！         | 8月15日        |
| 第20話 | ちびっ子！フリースタイル道場         | 8月22日        |
| 第21話 | クリーピー？いやクリープーナッツ！   | 8月29日        |
| 第22話 | かくし芸!?いやグラフィティ！         | 9月5日         |
| 第23話 | パイセンバイトでマイメンファイト！   | 9月12日        |
| 第24話 | ブルーなブーが宇宙にムーブ!?         | 9月19日        |
| 第25話 | ラップで歌おう！桃太郎               | 9月26日        |
| 第26話 | 激臭来襲！うんちゅう人！前編         | 10月3日        |
| 第27話 | 激臭来襲！うんちゅう人！中編         | 10月10日       |
| 第28話 | 激臭来襲！うんちゅう人！後編         | 10月17日       |
| 第29話 | 鍛えろ！今でしょ！レボリューション！ | 10月24日       |
| 第30話 | デートに制裁!?韻踏み再来！           | 10月31日       |
| 第31話 | 微笑むロボです！山田くん！           | 11月7日        |
| 第32話 | 超事件です！幼稚園！                 | 11月14日       |
| 第33話 | 韻踏み三度！意外な事態！             | 11月21日       |
| 第34話 | 繋がる深まるBラッパーズ！            | 11月28日       |
| 第35話 | アガる広がる！Bラッパーズ！          | 12月5日        |
| 第36話 | 韻踏むフレーズ！韻踏みゲーム！       | 12月12日       |
| 第37話 | 1,2,3歩でKEN散歩                     | 12月19日       |
| 第38話 | アメリカンにせにゃいかん!?           | 12月26日       |
| 第39話 | 芋掘りハンター！チキュウの真ん中!?   | 2020年 1月9日  |
| 第40話 | アイドル最高 俺らは最強！            | 1月16日        |
| 第41話 | 海に向かって派手めに叫べ！           | 1月23日        |
| 第42話 | Let's goだよプーケッツ島！前編       | 1月30日        |
| 第43話 | Let's goだよプーケッツ島！後編       | 2月6日         |
| 第44話 | 物知り！大喜利！ワンパック           | 2月13日        |
| 第45話 | パイセン卒業！最後の咆哮！           | 2月20日        |
| 第46話 | 友情！集合！ヤヴァイバー！           | 2月27日        |
| 第47話 | 決戦直前！集まるマイメン！           | 3月5日         |
| 第48話 | 決戦！激戦！ガスロックフェス！前編   | 3月12日        |
| 第49話 | 決戦！激戦！ガスロックフェス！後編   | 3月19日        |
| 第50話 | ハッピーエブリデイ平普町！           | 3月26日        |